# Giritirto (Purwosari)
Giritirto is een bestuurslaag in het regentschap Gunung Kidul van de provincie Jogjakarta, Indonesië. Giritirto telt 3730 inwoners (volkstelling 2010).